# Colorimetria capilar
Colorimetria Capilar é o estudo das cores naturais dos cabelos, bem como todas as modificações que podem ser feitas a partir do uso de cosméticos. Atualmente, no mercado da cosmética capilar, há colorações e descolorantes, que permitem realizar tais procedimentos. Além disso, ela busca a harmonia da combinação de cores da tríade: pele, cabelo e olhos.
É importante que se diga que o termo "colorimetria" não se aplica unica e exclusivamente a tratamentos estéticos dos cabelos pois é uma ciência bem mais ampla e seu estudo é feito em diversas áreas como forma de determinar cores à partir de avaliação de matriz e quando é referenciada a coloração dos cabelos chama-se colorimetria capilar